# Супутник-3
Супутник-3 (об'єкт Д, виріб 8A91 B1-1) — четвертий радянський штучний супутник Землі, дев'ятий у світі науковий супутник, третій радянський, запущений 15 травня 1958 року з космодрому Байконур полегшеною модифікацією ракети-носія Р-7 (Супутник-3). Об'єктом Д супутник називався за порядковим номером типу корисного навантаження. Об'єктами А, Б, В, Г були різні види ядерних боєголовок.

## Опис
Супутник-3 був першим радянським повноцінним космічним апаратом, що мав усі системи, властиві сучасним космічним апаратам. Маючи форму конуса з діаметром основи 1,73 метра і висотою 3,75 метра, супутник важив 1327 кілограмів. На борту супутника розміщувались 12 наукових приладів. Послідовність їхньої роботи визначав програмно-часовий прилад. Вперше передбачалось застосувати бортовий магнітофон для запису телеметрії на тих ділянках орбіти, які не були доступні наземним станціям стеження. Безпосередньо перед стартом виявили його несправність, і супутник вирушив у політ з непрацюючим магнітофоном.
Уперше бортова апаратура приймала і виконувала команди, передані з Землі. Вперше використовувалась активна система терморегулювання для підтримки робочих температур. Для живлення застосовувались одноразові хімічні джерела напруги, для експериментальної перевірки вперше використовувались сонячні батареї, які живили невеликий радіомаяк. Його робота тривала й після вичерпання основними батареями свого ресурсу 3 червня 1958 року.
Крім хімічних джерел електроживлення, супутник оснащувався секціями напівпровідникових сонячних батарей (СБ) — чотири малі секції на передньому днищі, чотири секції на бічній поверхні і одна — на задньому днищі (що забезпечувало зусебічне отримання випромінювання). Регулювання теплового режиму супутника здійснювалось зміною примусової циркуляції теплоносія (газоподібний азот), а також зміною коефіцієнта власного випромінювання апарата. Для цього на бічній поверхні супутника встановили 16 секцій автоматично керованих жалюзі.
Щільне розташування багатьох чутливих приладів зажадало ретельного опрацювання компонування апарата для виключення взаємного впливу окремих приладів. Усередині гермокорпуса на так званій задній приладовій рамі з магнієвого сплаву розташовувались: радіотелеметрична («Трал») і радіонавігаційна («Факел-Д» і «Факел-М» для контролю орбіти) системи, програмно-часовий пристрій, блоки командної радіолінії (МРВ-2М) і системи забезпечення теплового режиму, електрохімічні джерела струму. Тут же була встановлена наукова апаратура для вимірювання інтенсивності первинного космічного випромінювання та реєстрації ядер важких елементів в космічних променях, а також для реєстрації ударів мікрометеорів (на «зорі космічної ери» цього вельми побоювалися).
На передній приладовій рамі розміщувались: апаратура для вимірювання тиску, іонного складу атмосфери, концентрації позитивних іонів, розміру електричного заряду, напруженості електростатичного та магнітного полів, інтенсивності корпускулярного випромінювання Сонця. Тут же було встановлено один з радіопередавачів («Маяк»). Всього супутник мав на борту 12 наукових приладів.

## Політ
Перший запуск 27 квітня 1958 року закінчився аварією ракети-носія через коливання тиску в магістралі окислювача на 120-ій секунді польоту. З'ясувати причини цього явища вдалось влітку 1958 року, і це дозволило вдосконалювати ракету-носій далі.
15 травня 1958 року ракета-носій 8А91 (Супутник) успішно вивела Спутнік-3 на орбіту.
Супутник пролітав до 6 квітня 1960 року. На супутнику працювали прилади, розроблені сімома групами розробників. Прилади супутника вивчали склад атмосфери на висотах польоту, визначали концентрацію заряджених частинок, протонів і космічних променів, магнітних і електростатичних полів, наявність і частоту зіткнень з мікрометеоритами. Магнітні поля вимірювала апаратура, розроблена в ІЗМІРАН. Частина приладів розроблялася в НДІЯФ МДУ. Один з приладів уже встиг злітати на другому супутнику. Для зменшення споживаної потужності застосовувались транзистори, які встановлювались у двійкові лічильники і перетворювач напруги для іонізаційної камери. Прилад для вивчення випромінювання Сонця споживав 2 вати. Цей прилад живився від хімічних і сонячних батарей, а дані з нього модулювали передавач, що живився від сонячних батарей, робочою частотою якого обрали 20,005 мегагерц. Його потужність становила 1 ват. На цій же частоті працював один з радіомаяків першого супутника, тому магнітофонні записи, зроблені радіоаматорами усього світу, зробили неоціненний внесок у вивчення радіаційних поясів Землі. Сильно витягнута орбіта з перигеєм близько 226 і апогеєм 1881 км, дозволила 1958 року визначити безпечні для польоту людини висоти орбіти.
З урахуванням досвіду запуску третього супутника в Корольовському КБ готувалися до польоту 4, 5 і 6 супутники, зокрема супутник з індексом ОД. Це мав бути апарат з функцією орієнтування, який не перевертався на орбіті, а був завжди зорієнтований відносно дотичної до орбіти і міг повертати на землю капсулу. Але сильне завантаження КБ військовою тематикою і перенацілення космічної програми на освоєння Місяця не дозволили продовжити роботи з цим апаратам. Ці ідеї реалізувались у кораблі «Восток» і супутнику «Зеніт».

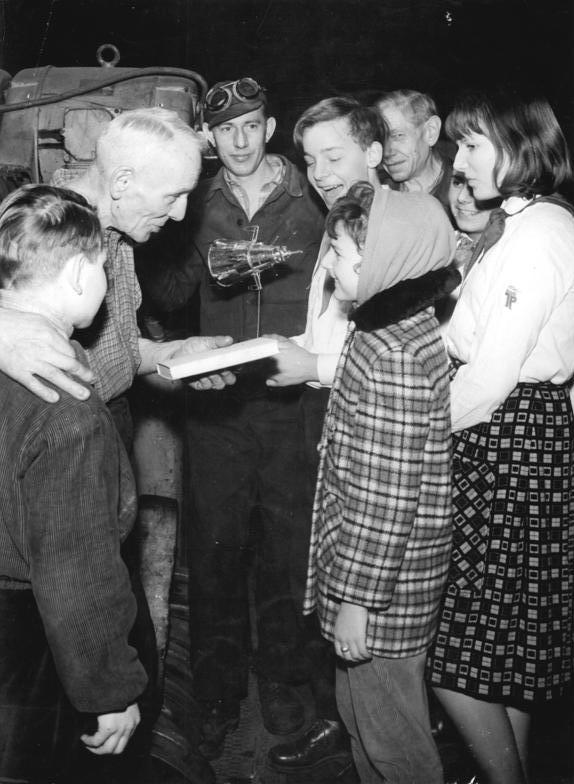
Бригада робітників одного із заводів НДР дарує піонерам-тельманівцям модель Супутника-3 (9 лютого 1960 року)
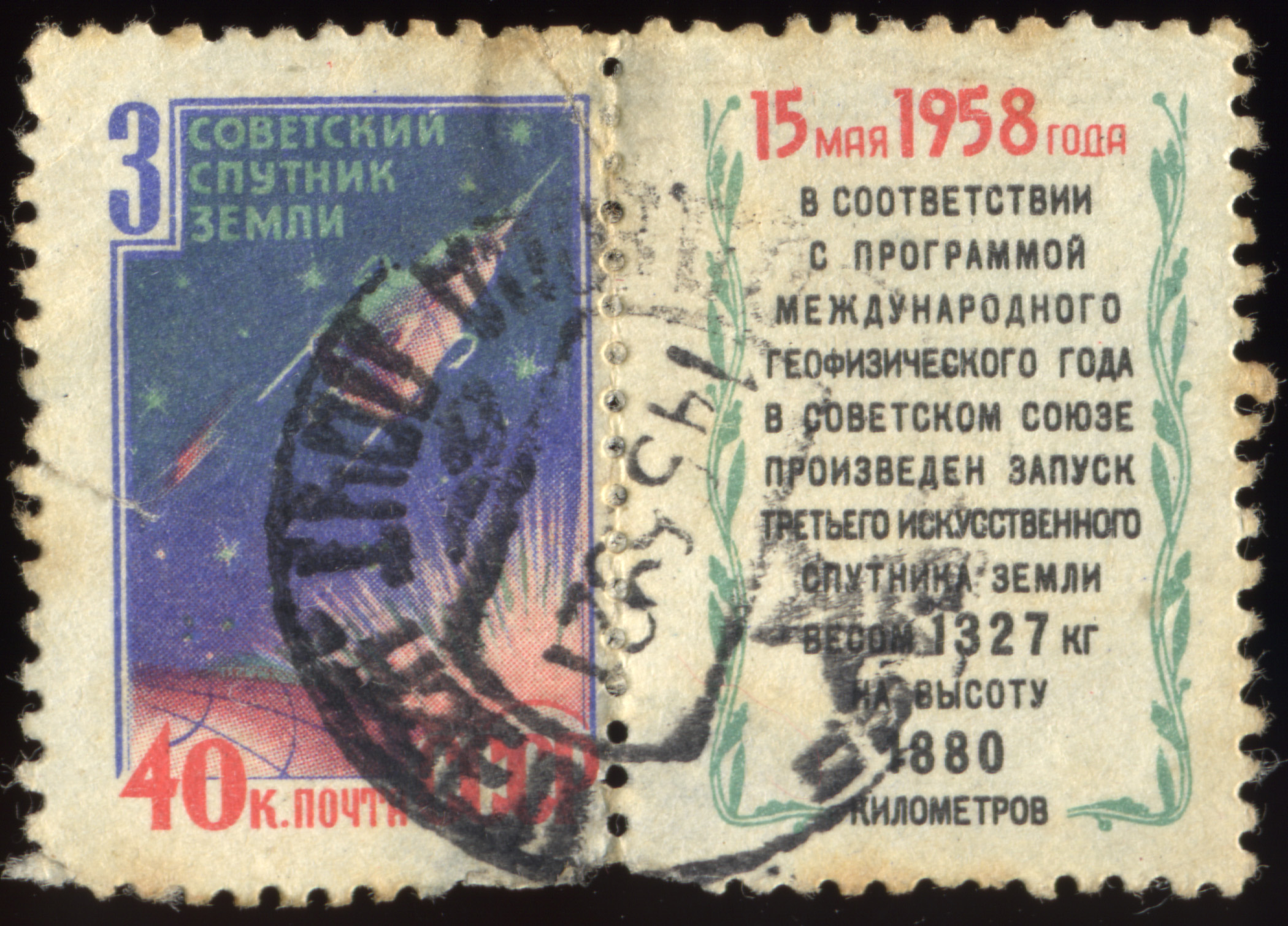
Поштова марка, присвячена запуску Супутника-3
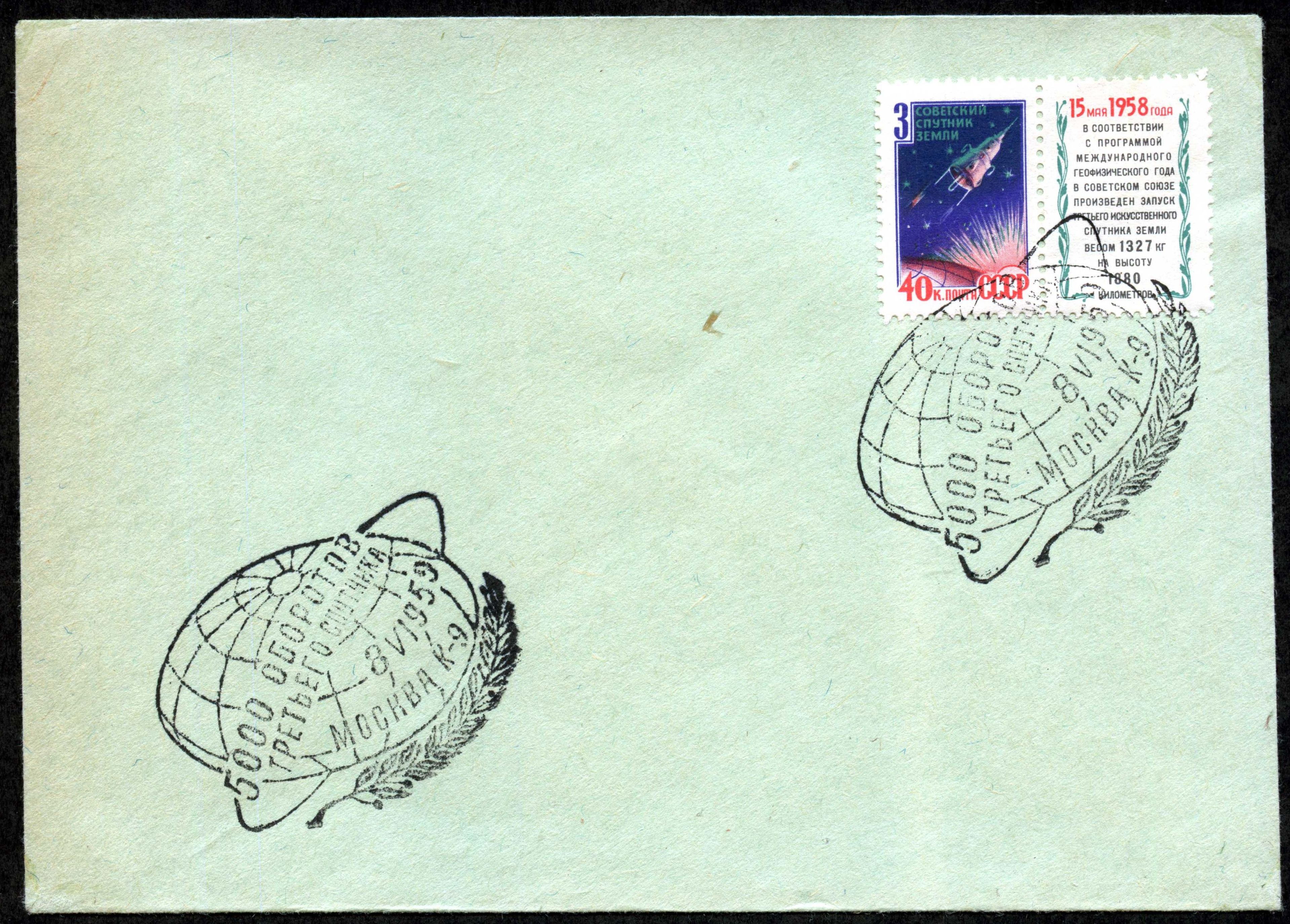
Поштовий конверт, присвячений 5000 обертів третього штучного супутника Землі
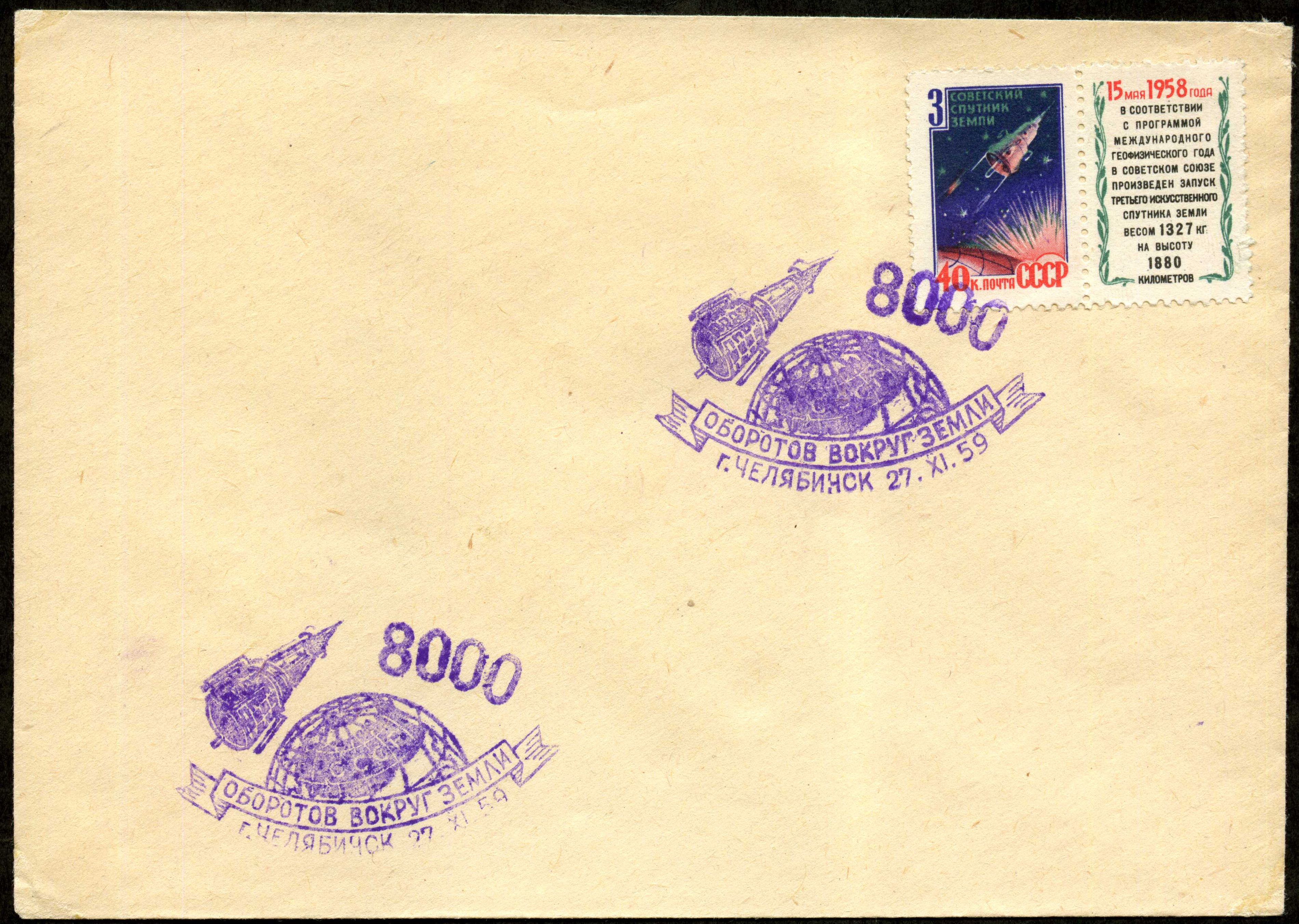
Поштовий конверт, присвячений 8000 обертів третього штучного супутника Землі
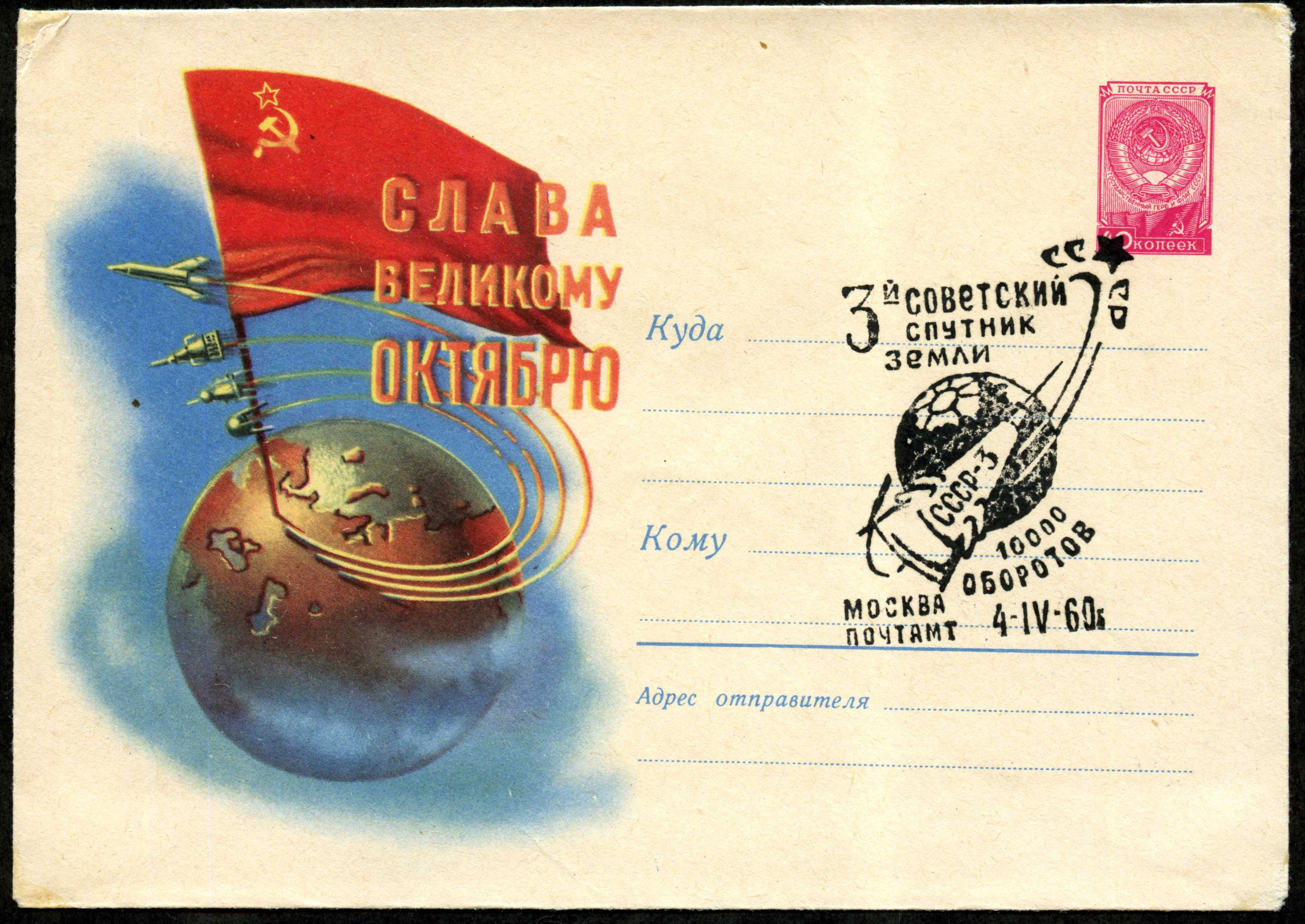
Поштовий конверт, присвячений 10000 обертів третього штучного супутника Землі
Поштовий конверт, присвячений року польоту третього штучного супутника Землі
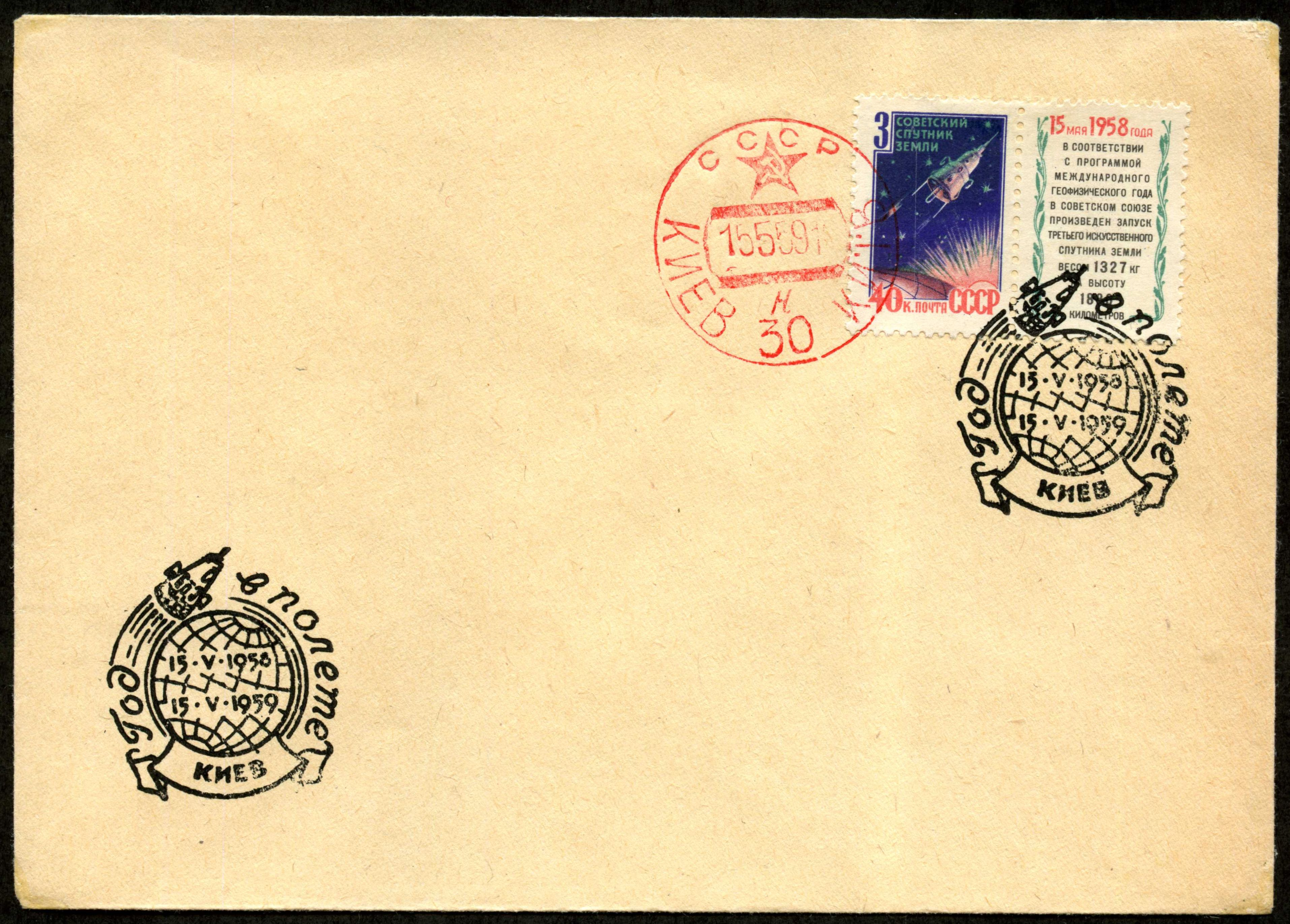
Поштовий конверт, присвячений року польоту третього штучного супутника Землі
Поштовий конверт, присвячений п'ятиріччю запуску третього штучного супутника Землі